# Norsholm–Västervik–Hultsfreds Järnvägar
Norsholm–Västervik–Hultsfreds Järnvägar AB (NVHJ AB) bildades år 1924 genom en sammanslagning av Hultsfred–Westerviks Jernvägsaktiebolag (HWJ), Norsholm–Bersbo järnväg och Västervik–Åtvidaberg–Bersbo järnväg. Senare tillkom också Vimmerby–Spångenäs järnväg och Vimmerby–Ydre järnväg. Företaget förstatligades och blev en del av Statens Järnvägar (SJ) år 1949. 

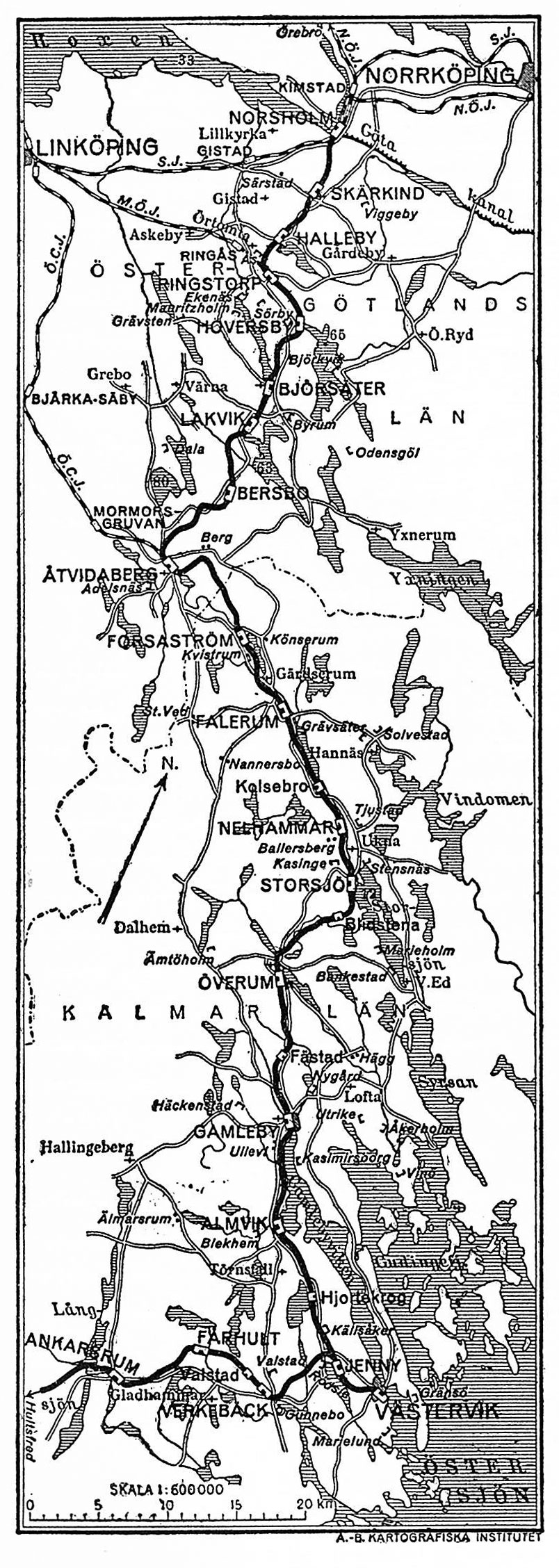
NVHJ. Karta 1926.

Bandelen Åtvidaberg - Västervik breddades från spårvidd 891 mm till normalspår (1435 mm) 1964 och ingår sedan dess i Tjustbanan. Bandelen Norsholm - Åtvidaberg blev nedlagd samma år.
Sträckan Hultsfred - Västervik blev på 1970-talet en del av den smalspåriga banan Växjö-Hultsfred-Västervik, som drevs i SJ:s regi till 1985 (persontrafiken nedlagd 1984).

## Höversbytunneln
Höversbytunneln var den enda tunneln på det smalspåriga järnvägsnätet i Östergötland och byggdes av Norsholm–Bersbo järnväg. Senare övergick ägande och drift till NVHJ. 
NVHJ hade även en tunnel längs sin Smålandsdel, mellan Storsjö och Blidstena på nuvarande Tjustbanan, men taket till denna togs bort på 1960-talet i samband med breddningen till normalspår och utökningen av lastprofil. Idag återstår en bergsskärning på platsen. Vid samma tid byggdes Gamlebytunneln söder om Gamleby.